# HD18978
HD18978 також відома як Тау3 Ерідана — хімічно пекулярна зоря спектрального класу A1, що має видиму зоряну величину в смузі V приблизно  4,1.
Вона  розташована на відстані близько 86,2 світлових років від Сонця.

## Фізичні характеристики
Зоря HD18978 обертається 
досить швидко 
навколо своєї осі. Проєкція її екваторіальної швидкості на промінь зору становить  Vsin(i)=133км/сек.